# Дипломатические отношения
Дипломати́ческие отноше́ния — основная форма поддержания официальных отношений между суверенными государствами, а также между государствами и другими субъектами международного публичного права в соответствии с нормами международного права и практикой международного общения. Дипломатические отношения призваны способствовать развитию дружественных отношений между государствами, поддержанию мира и безопасности.
Существование (а также установление, возобновление) дипломатических отношений всегда свидетельствует о том, что стороны признают друг друга в целом невраждебными друг другу субъектами международного права; также оно свидетельствует и об обоюдном признании законности той власти, которая руководит каждым из субъектов и представляет его на международной арене. В некоторых случаях, как, например, в случае КНР и Китайской республики на Тайване, установление дипломатических отношений с одним из правительств делает невозможным их установление с другим, так как оба режима считают себя единственной законной властью на всей территории единой страны. При этом наличие реального контроля данного правительства над территорией своего государства как раз не является необходимым условием: известны случаи, когда дипломатические отношения устанавливались с правительствами в изгнании.

## Установление
Дипломатические отношения между государствами и государствоподобными образованиями в общем случае — это дружеские контакты любого характера между их правительствами, они могут существовать даже при отсутствии посольств. Однако полноценный характер дипломатические отношения приобретают только после открытия дипломатической миссии или, что более предпочтительно, обмене ими.
Согласно Венской конвенции о дипломатических сношениях 1961 года, установление дипломатических отношений осуществляется по взаимному согласию. Установлению дипломатических отношений обычно предшествует юридическое признание государства и его правительства со стороны другого государства, сам факт их установления всегда говорит о наличии такого признания. Установление дипломатических отношений происходит в результате переговоров между представителями заинтересованных государств непосредственно или через дипломатических представителей третьих государств и оформляется в виде обмена посланиями, письмами, нотами между главами государств и правительств или министрами иностранных дел. Стороны договариваются о самом факте установления дипломатических отношений, уровне дипломатических представительств (посольство или миссия), дате вступления в силу соглашения, сроке и порядке его опубликования.

## Разрыв
Разрыв или приостановление дипломатических отношений может произойти вследствие того, что правительство в другом государстве перестаёт считаться законным. В этом случае дипломатические отношения могут быть впоследствии установлены с другим (альтернативным) правительством того же государства, которое пришло к власти в результате революции или переворота. С другой стороны, продолжение дипломатических отношений с определённым государством после произошедшей там революции или переворота (например, при помощи продолжения официальных дипломатических контактов между диппредставительством одного государства и новыми властями другого) свидетельствует о дипломатическом признании нового правительства.
В другой ситуации разрыв или приостановление дипломатических отношений может официально свидетельствовать о том, что отношения между государствами более не являются дружескими; такое может произойти при наличии очень серьёзных проблем во взаимоотношениях вследствие, например, вспыхнувшей между государствами войны. В частности, состояние войны между государствами обязательно влечёт за собой разрыв дипломатических отношений. Также дипломатические отношения прекращаются вследствие ликвидации данного субъекта международного права, например благодаря объединению государств, или прекращения признания его правосубъектности.